# Simone Lucas
Simone Lucas (* 1973 in Neuss) ist eine deutsche Künstlerin.

## Leben und Werk
Lucas hat an der Kunstakademie Düsseldorf studiert und war dort Meisterschülerin des Malers Dieter Krieg, einem Vertreter der Neuen Figuration.
Ähnlich wie Krieg widmet sie sich in ihren Bildern einer neuen Gegenständlichkeit – in Abkehr von dem zeitweise vorherrschenden Mainstream der Abstraktion in der postmodernen Malerei. Ihr frühes Werk war noch stärker durch Comic- bzw. Pop-Art-Einflüsse und von einer ironisch-pointierten Auseinandersetzung u. a. mit dem Manierismus geprägt. Die Reihen Österreich farbig und Jahreszeiten, in denen Landschaften, Frauenakte und -porträts sowie gesellschaftliche Klischees zentrale, miteinander korrespondierende und miteinander verschmelzende Motive darstellen, sind Beispiele einer eigenständigen Neukombination und Interpretation von bekannten Stilelementen und Typen.
In ihrer Schaffensphase seit Mitte der 2000er Jahre vereint sie expressionistische und surrealistische, teilweise auch abstrakt erscheinende Elemente, die in ihrer eigenen Ausdrucksart zu einem „erstaunlichen“ Neuen Realismus zusammenfinden und in denen die Künstlerin Motive der Wissenschaft, Religion und Mystik aufgreift. Sie hebt hier die Grenzen von Außen- und Innenräumen auf, wobei mehrere Realitätsebenen geschaffen werden. Hier ist ein Verweis auf die Kunst- bzw. Literaturgeschichte für das Verständnis hilfreich. So kann für eine Interpretation dieser meist großflächigen Gemälde gelten, was Alfred Döblin über Franz Kafka und dessen Erzählkunst schrieb: „Es sind Berichte von völliger Wahrheit, ganz und gar nicht wie erfunden, zwar sonderbar durcheinander gemischt, aber von einem völlig wahren, sehr realen Zentrum geordnet.“
Lucas Werke sind u. a. auf Ausstellungen in New York, Madrid, Mailand und Berlin präsentiert worden.

## Ausstellungen (Auswahl)
Einzelausstellungen
- 2000: Simone Lucas. Deutsche Bundesbank, Frankfurt a. M.
- 2006: Cynthia I love you. Kunstraum Düsseldorf (mit Ina Weber)[5]
- 2007: Das sichtbare Universum. Anna Klinkhammer Galerie, Düsseldorf[1]
- 2009: Simone Lucas. Jack Tilton Gallery, New York[6]
- 2010: I Don’t Need Fancy. Villa de Bank, Enschede (mit Sven Kroner)[7]
- 2011: Wenn ich den Gedanken nicht verliere, kann nichts passieren. Anna Klinkhammer Galerie, Düsseldorf[8]
- 2012: Die Verräterin. Kunstverein Arthaus e. V., Schloss Ahaus[9]
- 2014: Kosmologhia. Galerie Rupert Pfab, Düsseldorf[10]
- 2021: „The slow Eye“, Galerie Martin Mertens, Berlin             „Nachtland“, Neue Galerie Gladbeck             „Innere Planeten“, Museum Bensheim              „Mind and Matter“, Galerie der Stadt Backnang
- 2022  „Licht und Materie“, Galerie Rupert Pfab, Düsseldorf
- 2023  „Messung“, Mannheimer Kunstverein e.V.            „Simulacrum“, Haus Beda, Bitburg, (mit Sven Kroner)

Gruppenausstellungen
- 1999: Höhe × Breite. Bayerische Landesbank International S.A., Luxemburg
- 2001: Paper Jam – Junge Kunst im Fokus. Bielefelder Kunstverein
- 2002: Für den Innenbereich. Galerie Knecht, Karlsruhe
- 2003: Rückblende: Hochsommer. Kunsthaus Kaufbeuren
- 2005: Junger Westen 2005. Kunsthalle Recklinghausen
- 2005: Frisch, fromm, fröhlich, frei. Galerie Michael Schultz, Berlin
- 2006: Paraisos Artificiales (artificial paradise). Pilar Parra & Romero Galeria, Madrid
- 2007: Traumschiff Malerei. Museum Ratingen
- 2008: Nuovo pittori tedeschi. Studio D’Arte Cannaviello, Mailand
- 2009: November. Villa Goecke, Krefeld
- 2010: Elbvenus. Galerie Zanderkasten, Dresden
- 2010: Bergische Kunstausstellung. Museum Baden, Solingen / Städtische Galerie Remscheid
- 2011: Kunsthalle macht Schule. Kunsthalle Darmstadt
- 2013: Boys ’n’ Girls. Staatliche Kunsthalle Karlsruhe
- 2021: Innere Planeten Museum Bensheim
- 2023:  „The way I see it“, 6x Malerei, Kunsthalle Wilhelmshaven